# Robert Anderson (Polizist)
Sir Robert Anderson (* 29. Mai 1841 in Dublin; † 15. November 1918 in London) war von 1888 bis 1901 in leitender Stellung (Assistant Commissioner of Metropolitan Police und Chief of the Criminal Investigation Department) beim Scotland Yard tätig. Anlässlich seines Ausscheidens aus dem Dienst wurde er 1901 als Knight Commander des Order of the Bath (KCB) geadelt.
Anderson war außerdem Laientheologe und veröffentlichte zahlreiche Bücher zur Bibelauslegung. Er gehörte den „offenen Brüdern“ an.

## Historische Berechnungen
Auf der Grundlage von Dan 9,25f.  berechnete Robert Anderson das Datum von Jesu Einzug in Jerusalem. Laut dem Propheten Daniel sollten vom Erlass zum Wiederaufbau Jerusalems bis zum Auftreten des Messias als Fürst 69 Jahrwochen (Wochen zu je 7 Jahren = 483 Jahre) vergehen. Anderson nahm 1895 die Dienste des Royal Greenwich Observatory in Anspruch, um den ersten Nisan im 20. Jahr des Königs Artaxerxes (Ahasveros) – das Datum, an dem der Erlass zum Wiederaufbau Jerusalems erging (Neh 2,1–8 ) – feststellen zu lassen. Seine Berechnungen ergaben den 14. März 445 v. Chr.
Ausgehend vom jüdischen Mondkalender, der jeweils 30 Tage pro Monat hat, kam Anderson auf einen Zeitraum von 173.880 Tagen (30 Tage × 12 Monate × 483 Jahre). Dieser Zeitraum endete am 10. Nisan (6. April) 32 n. Chr. Laut Anderson ist dies der Palmsonntag, an dem Jesus in Jerusalem als König einritt, fünf Tage bevor er gekreuzigt wurde.

## Werke
- The Bible and Modern Criticism
- The Bible or the Church
- The Buddha of Christendom
- The Coming Prince
- Daniel in the Critics’Den
- A Doubter’s Doubts about Science and Religion
- Entail of the Covenant
- Forgotten Truths
- The Gospel and its Ministry
- The Honour of His Name
- Human Destiny
- The Lord from Heaven
- Misunderstood Texts of the Bible
- Pseudo-Criticism
- Redemption Truths
- The Silence of God
- Types in Hebrews
- Unfulfilled Prophecy
- The Way